# 小笠原弘親
小笠原 弘親（おがさわら ひろちか、1939年8月2日 - 2000年8月14日）は、日本の政治学者。研究分野は政治思想史。

## 略歴
福岡県生まれ。福岡県立福岡高等学校を経て早稲田大学政経学部卒業、同大学院政治学研究科博士課程単位取得満期退学。甲南大学教授、1981年「初期ルソーの政治思想 体制批判者としてのルソー」で早大政治学博士。大阪市立大学教授に転じ、在職中の2000年8月14日に癌性腹膜炎のため死去。

## 著書
- 初期ルソーの政治思想 体制批判者としてのルソー 御茶の水書房 1979.9

## 共編著
- ルソー社会契約論入門  1978.4 (有斐閣新書)
- 啓蒙政治思想の展開 市川慎一共編著 成文堂 1984.8 (近代政治思想の研究)
- 政治思想史 有斐閣 1987.9 (有斐閣Sシリーズ)
- 政治思想史の方法 飯島昇蔵共編 早稲田大学出版部 1990.4 (政治思想研究叢書)

## 翻訳
- 政治学原理 アーネスト・バーカー 堀豊彦,藤原保信共訳 勁草書房 1969
- 法・契約・権力 P.フォリエ他 野嶌一郎 杉田敦 竹中浩共訳 平凡社 1987.7 (叢書ヒストリー・オヴ・アイディアズ
- 十八世紀ヨーロッパ思想 モンテスキューからレッシングへ ポール・アザール 共訳 行人社 1987.1
- モンテーニュ / ピーター・バーク 宇羽野明子共訳 晃洋書房 2001.1